# Mare Nubium
Das Mare Nubium (lateinisch für „Wolkenmeer“) ist eines der sieben größeren Mondmeere (ein altes, mit erstarrtem Magma bzw. Lava bedecktes Tiefland) auf dem Erdmond. Es liegt im Südwest-Quadranten der sichtbaren Mondvorderseite und ist bereits mit freiem Auge deutlich als dunkler, ausgefranster Fleck zu sehen: im sogenannten „Mondgesicht“ bildet es den etwas nach links verzogenen „Mund“.
Seine leicht gewellte Ebene ist annähernd kreisförmig und hat einen mittleren Durchmesser von 715 km – also etwa ein Fünftel des Monddurchmessers. Vom großen, nordwestlich anschließenden Oceanus Procellarum ist es freiäugig als markanter Ausläufer wahrzunehmen, ist aber durch das kleine Mare Cognitum und einige kraterdurchsetzte „Festland“-Streifen (Höhenrücken) von diesem getrennt.
Die selenografischen Koordinaten seines Zentrums sind 21° 18' Süd, 16° 36' West.

## Morphologie im Schattenwurf

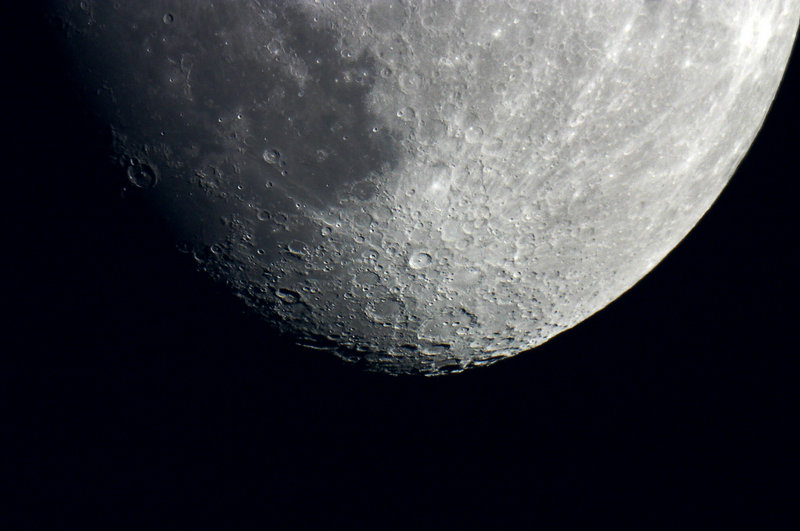
Das Strahlensystem des Kraters Tycho (unten) überzieht das Mare Nubium (oben) mit einigen hellen Streifen. Im Gegensatz zum Vollmond (großes Bild) sind die Strukturen durch den flacheren Sonnenstand plastischer, vor allem die Krater Bullialdus (halblinks) und Gassendi (links), an der Schattengrenze

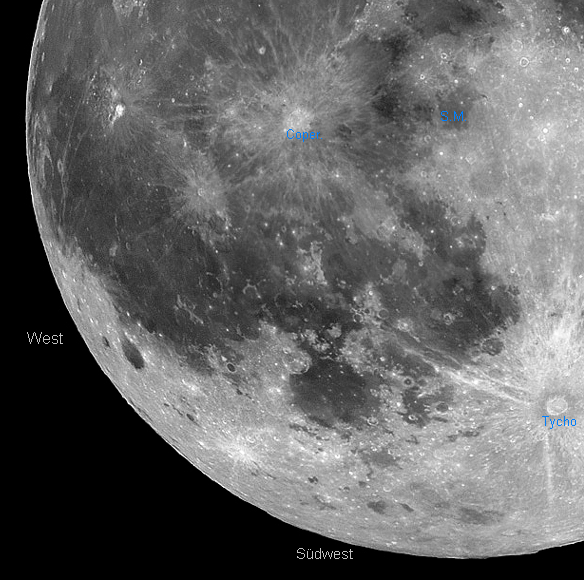
Südwestquadrant des Vollmondes. Das Mare Nubium ist die stark gegliederte dunkle Ebene rechts der Bildmitte, auf halbem Weg zwischen den hellen Kratern Copernicus und Tycho. Nach links oben setzt sie sich im langgezogenen Oceanus Procellarum fort.

Die etwas wellige Struktur des Mare Nubium, auf das nach seiner Bildung nur relativ wenige Meteoriten einschlugen, kommt im Fernrohr besonders deutlich 1–2 Tage nach Halbmond (erstes bzw. letztes Viertel) zur Wirkung, wenn das Gelände vom Sonnenlicht nur streifend beleuchtet wird. Am Ostrand (rechts) des Mare Nubium tritt dann z. B. sehr deutlich die Geländestufe der Rupes Recta zutage, die der Selenograf Hieronymus Schroeter vor 200 Jahren noch als „Lange Wand“ bezeichnete, weil er infolge der langen Schatten ihre Steilheit überschätzte. Weitere 1–2 Tage später erreicht das Streiflicht des Terminators die Westseite des Mare und bringt die vielfältigen Strukturen der Krater Bullialdus und Gassendi – am hügeligen Übergang zum Mare Humorum – zur Geltung.
Für geologisch interessierte Hobbyastronomen ist diese Mondlandschaft ein besonderer Genuss, weil verschiedene Linienstrukturen und terrassenartige Geländestufen der alten Lavadecke und die zerklüfteten Kraterränder interessante Schatten werfen und dadurch auch spezielle Höhenmessungen zulassen. Der erwähnte H. Schroeter und der Wiener Astronom Josef Hopmann haben auf solchen Messungen das Höhensystem des Mondes aufgebaut.

## Sonstiges
Im September 2013 beobachteten Astronomen den Impakt eines kleinen Asteroiden im Mare Nubium.